# Nectriopsis squamulosa
Nectriopsis squamulosa är en svampart som först beskrevs av Job Bicknell Ellis, och fick sitt nu gällande namn av Samuels 1988. Nectriopsis squamulosa ingår i släktet Nectriopsis och familjen Bionectriaceae.   Inga underarter finns listade i Catalogue of Life.